# 맥 OS X 라이언
맥 OS X 라이언(Mac OS X Lion, 10.7)은 OS X의 여덟번째 주요 릴리즈로 출시된 운영 체제이다. 라이언은 2010년 10월 20일 애플의 "백 투 더 맥" 이벤트에서 공개되었다. 이 버전은 2011년 7월 20일에 출시되었다. 운영 체제로서는 처음으로 OS X 내 운영 프로그램인 앱스토어에서 구매, 다운로드하는 형태로 출시되었다. 후속 버전은 OS X 마운틴 라이언이다.

## 새롭거나 바뀐 기능
"백 투 더 맥" 키노트에서 몇 가지 새 기능들이 공개되었고, 이미 스노우 레퍼드에서 공개된 기능도 일부 있다.
- 맥 앱 스토어 — 이 기능은 Mac OS X 10.6.6부터 지원된 기능으로 iOS 앱 스토어와 비슷하게 만들어진 애플리케이션 스토어다. 이 프로그램은 응용 소프트웨어를 찾고, 원 클릭으로 설치하고, 설치된 응용 소프트웨어를 원 클릭으로 업데이트할 수 있는 기능을 제공한다.[4][5]
- 런치패드 — iOS와 비슷하게 만든 응용 프로그램 런처이다. 조작법도 iOS의 홈 스크린과 비슷하다.
- 풀 스크린 앱 — 풀 스크린 응용 프로그램을 네이티브로 지원한다.
- 미션 컨트롤 — 작동 중인 응용 프로그램을 한 눈에 볼 수 있는 기능으로, 기존 맥 OS X에 있던 익스포제, 스페이스, 대시보드 등의 기능을 통합한다.
- 멀티 터치 제스처 — 매직 마우스나 매직 트랙패드에서 멀티 터치 제스처를 통해 iOS와 비슷한 방식으로 기능을 관리할 수 있다.
- 자동 저장 — 문서가 자동으로 저장되어서 사용자가 문서를 관리하는 것에 대해 걱정할 필요가 없다. 심지어 타임머신과 유사한 형태로 백업된다.
- 실행되었을 때 응용 프로그램 다시 시동 — 응용 프로그램이 다시 열렸을 때 이전과 같은 상태로 다시 시동한다.
- 스크롤바가 콘텐츠 부분에 자리잡고 있고, 스크롤하지 않을 때 자동으로 숨긴다. (iOS와 비슷함)[6]

## 제거된 기능
- 프런트로
- 자바 런타임 환경 - 기본적으로 설치되어 있지 않으며 사용을 원하면 설치할 수 있다.
- 어도비 플래시 플레이어 - 기본적으로 설치되어 있지 않으며 수동으로 설치하여야 한다.
- 로제타 - 로제타는 파워PC 브랜드 CPU를 탑재한 매킨토시만을 지원하는 소프트웨어를 x86 하드웨어상에서도 실행할 수 있게 도와주는 일종의 언어 번역 소프트웨어로, 라이언부터는 제공되지 않으며 설치조차 할 수도 없다.

## 출시 역사
|  | 미지원 |

| 버전   | 빌드    | 날짜             | OS 이름       | 다운로드                                                                     |
| ------ | ------- | ---------------- | ------------- | ---------------------------------------------------------------------------- |
| 10.7   | 11A511  | 2011년 7월 20일  | 다윈 11.0     | Available from the Mac App Store                                             |
| 10.7   | 11A511s | 2011년 8월 16일  | 다윈 11.0     | 빈칸                                                                         |
| 10.7   | 11A2061 | 2011년 7월 20일  | Darwin 11.0.2 | Lion Internet Recovery (⌘ Cmd+⌥ Opt+R upon reboot on Mid-2011 or later Macs) |
| 10.7   | 11A2063 | 2011년 7월 20일  | Darwin 11.0.2 | Lion Internet Recovery (⌘ Cmd+⌥ Opt+R upon reboot on Mid-2011 or later Macs) |
| 10.7.1 | 11B26   | 2011년 8월 16일  | Darwin 11.1.0 | Mac OS X 10.7.1 Update                                                       |
| 10.7.1 | 11B2118 | 2011년 8월 16일  | Darwin 11.1.0 | Mac OS X 10.7.1 Update (for MacBook Air and Mac Mini 2011)                   |
| 10.7.2 | 11C74   | 2011년 10월 12일 | Darwin 11.2   | Mac OS X 10.7.2 Update Mac OS X 10.7.2 Update (Combo)                        |
| 10.7.3 | 11D50   | 2012년 2월 1일   | Darwin 11.3   | Mac OS X 10.7.3 Update (Combo)                                               |
| 10.7.4 | 11E53   | 2012년 5월 9일   | Darwin 11.4   | Mac OS X 10.7.4 Mac OS X 10.7.4 Update (Combo)                               |
| 10.7.5 | 11G56   | 2012년 9월 19일  | Darwin 11.4.2 | Mac OS X 10.7.5 Update Mac OS X 10.7.5 Update (Combo)                        |
| 10.7.5 | 11G63   | 2012년 10월 4일  | Darwin 11.4.2 |                                                                              |